# 三室戶寺
三室戶寺 (日語：みむろとじ) ，是日本京都府宇治市的寺庙。山號是明星山，本尊為千手觀音，是西国三十三所第十個禮拜所，是本山修驗宗的別格本山。

## 历史

### 創建傳承
關於寺傳，根据寶龜元年（770年）光仁天皇的敕願，由南都大安寺和尚行表創建。關於創建和本尊有以下的傳說，天智天皇的孙子白壁王（之後的光仁天皇），想知道每晚到宮中的金色靈光的身份，因此右少弁（右少史）藤原犬養接受命令尋找光源。犬養依循光尋求，到達宇治川的支流志津川上流，看到瀑布裡有身高二丈的千手觀音像。當犬養跳進瀑布，1枚蓮瓣(莲花的花瓣)流過來，變成了一個一尺二寸的二臂觀音像。光仁天皇將此觀音像安置，被確定為該寺的開山，據說原來叫御室戶寺。之後， 桓武天皇建立二丈的觀音像，其胎內安納之前的一尺两寸观音像。

### 平安时代之后
如上所述，關於寺廟的創建傳承，具有濃厚的傳說色彩，目前還不清楚創建的正確情形。根據園城寺（三井寺）僧侶的傳記所编集的《寺門高僧記》中，所收錄僧侶行尊的三十三所巡禮和西国三十三所巡禮是相關最早的史料，據說，在11世纪末左右，行尊進行三十三所巡禮時，當時三室戶寺是第三十三個，也就是最後的巡禮地。寺院在康和年間(1099-1103年)，由三井寺的僧侶隆明復興。
之後在寬正年間（1460-1466年）的火災燒失伽藍，雖然重建了，但在天正元年（1573年）因織田信長與足利義昭間的相爭而燒毀。
现存的本堂是在江戶时代 末期的文化11年（1814年）重建。

## 本尊
本尊是千手觀音，是嚴格的秘佛、從未公布相片。本尊佛龕前面站立的「前立佛」（お前立ち）佛像是飞鸟樣式的兩臂观音，雖然只有兩臂仍被稱為千手觀音。關於這個本尊佛像的傳承正如在「歷史」一節中提到，高二丈的觀音像在寛正年間（1460-1466）在火災中燒毀了，其像內放置的一尺二寸的兩臂觀音像則安然保存。
模仿上述所說的秘佛本尊所打造的「前立佛」佛像，帶著大寶冠，雙手放於胸前。天衣的表現是示意性的，像鰭一樣左右對稱散佈在身體兩側。这个佛像表現看起來像奈良法隆寺夢殿的救世觀音像，可能是飛鳥時代的佛像。佛龕內的秘佛本尊佛像並未被指定為文化資產，年代等訊息是不明的。
在2008年因花山法皇一千年忌復興的西國巡礼，从2008年到2010年間，進行了西國三十三所所有的巡禮寺廟本尊佛像的「結緣開帳」。因此，三室戶寺本尊千手觀音像在2009年10月1日-11月30日公開，這是據前次公開（1925年）以來相隔84年的公開。

## 寺院配置

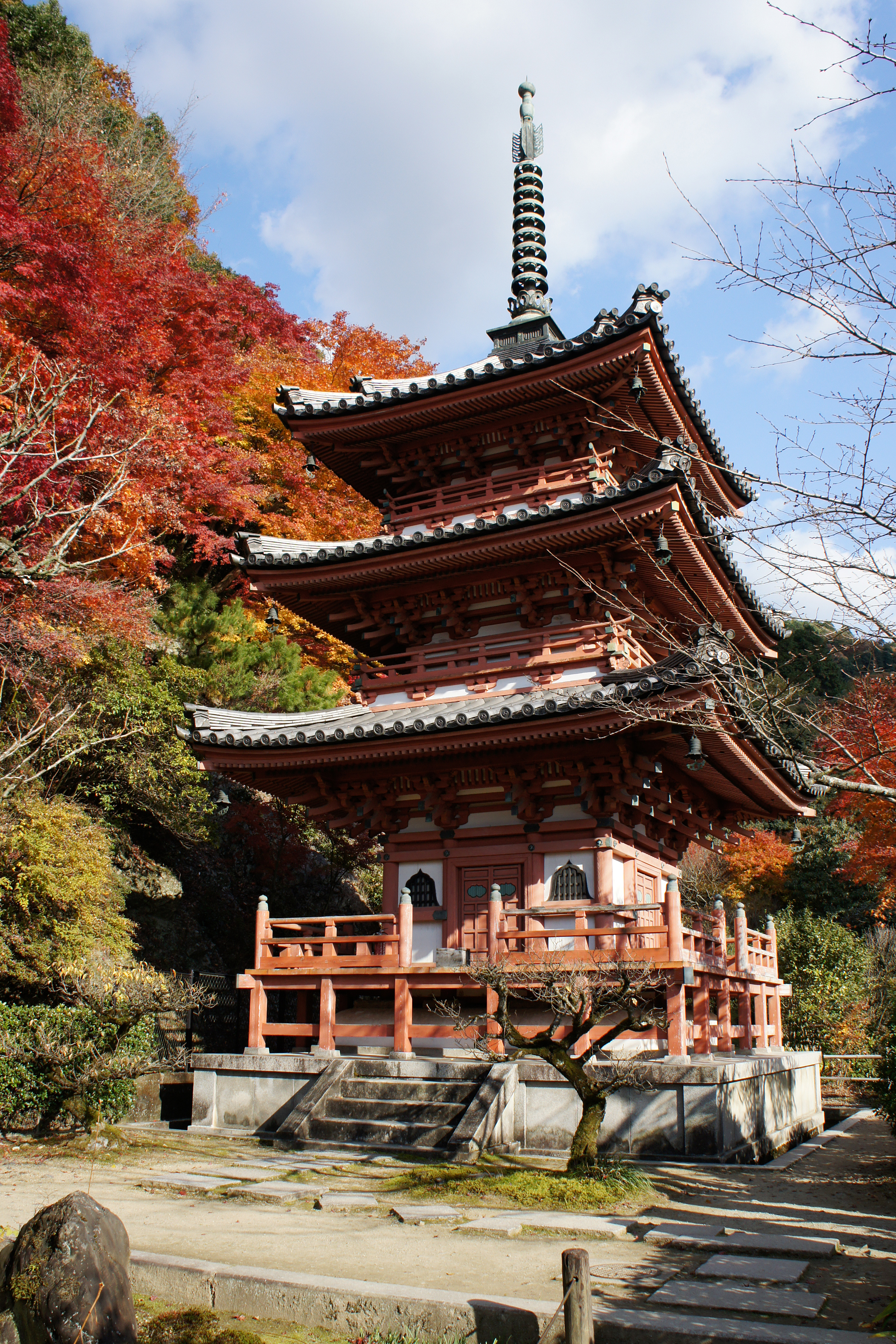
三重塔

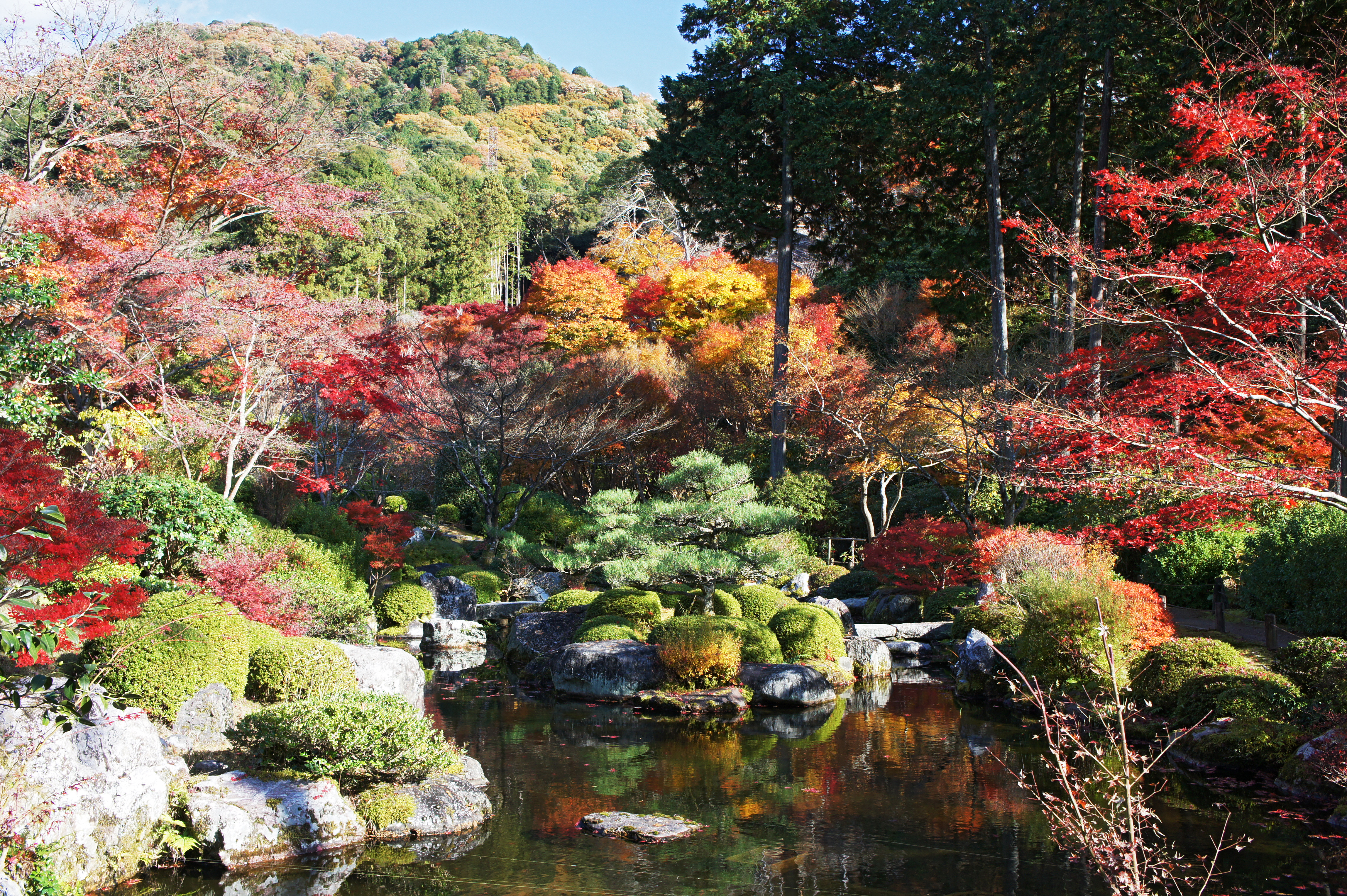
与楽园(11月、池泉回遊式庭园紅葉狩)

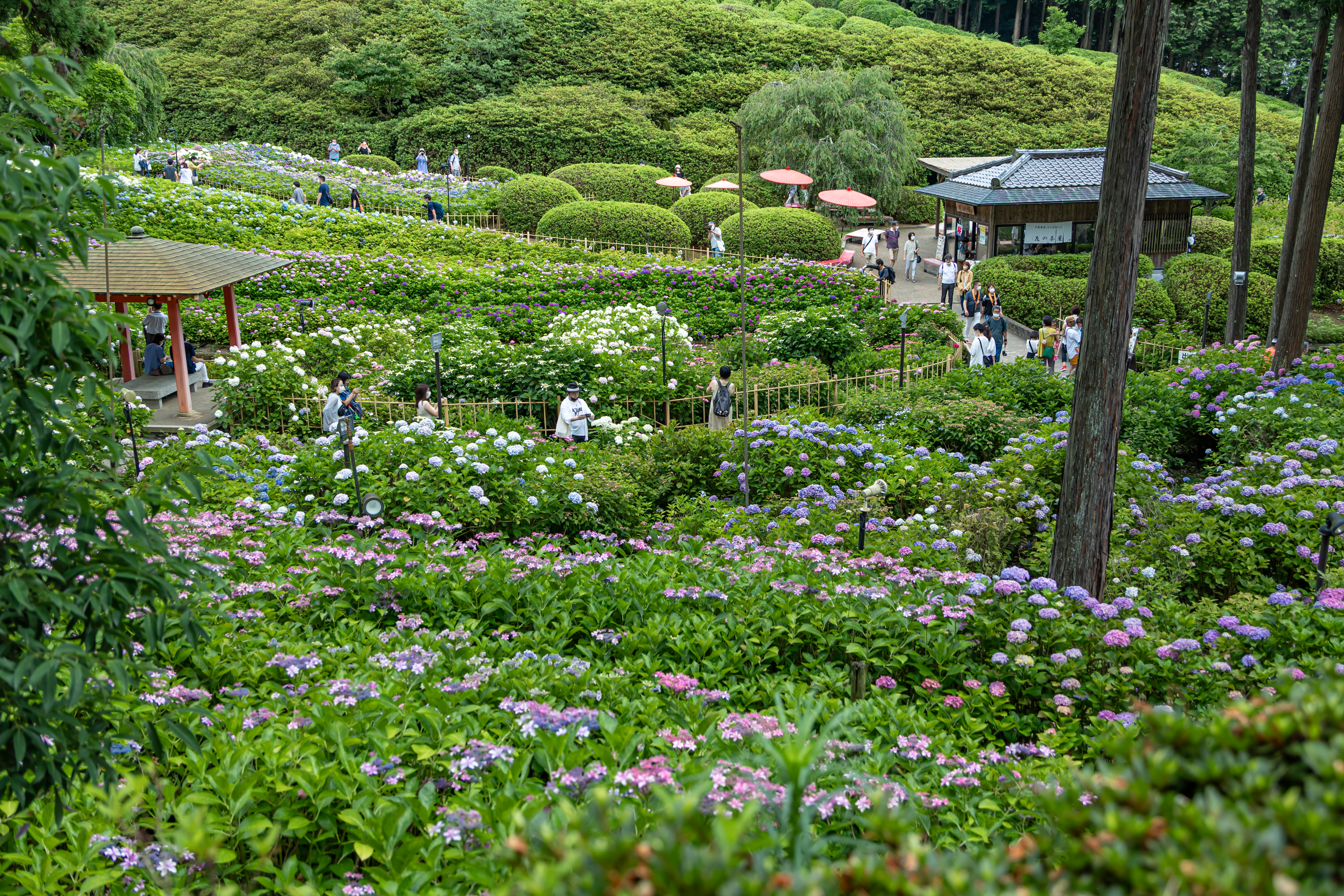
绣球花園
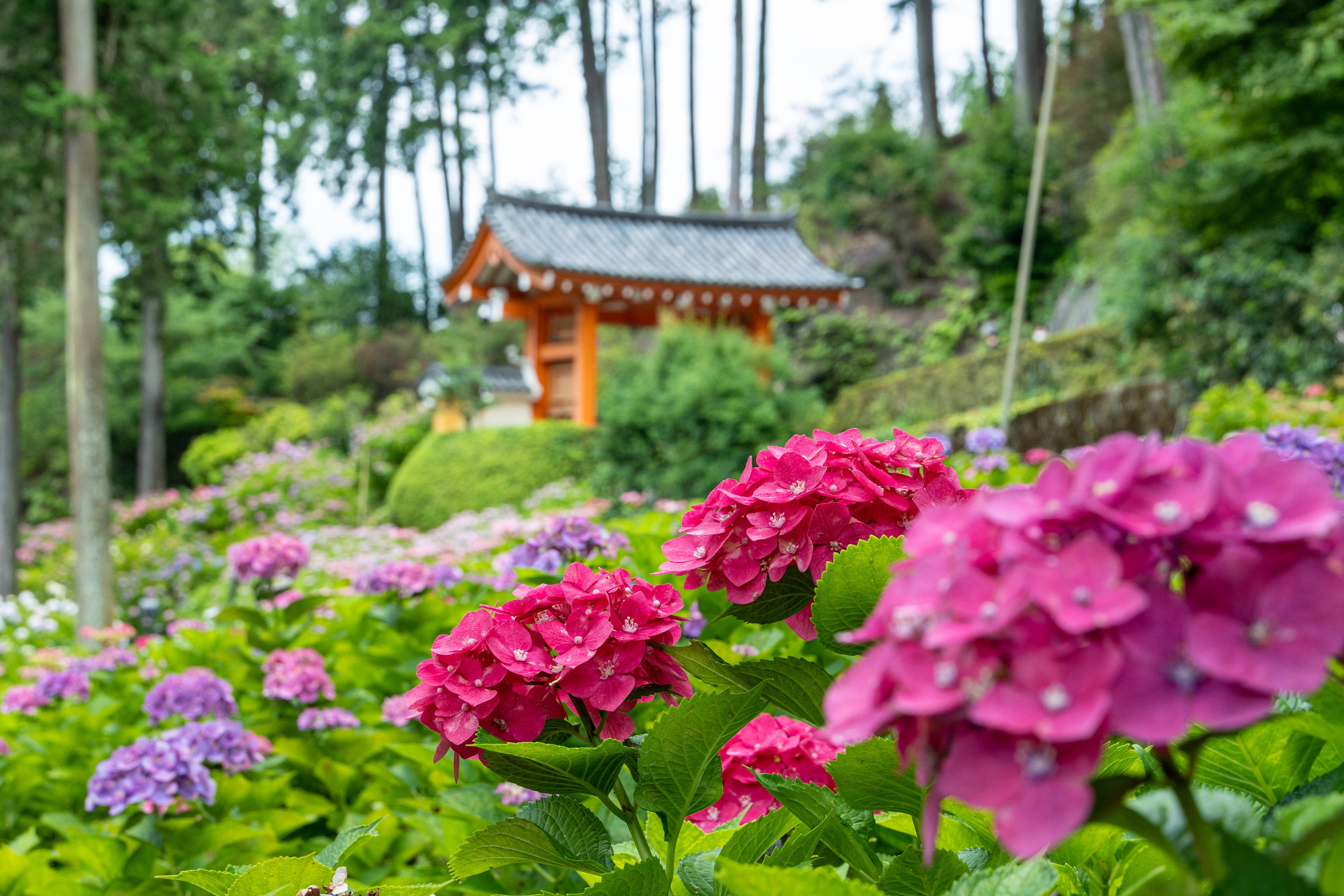
绣球花園
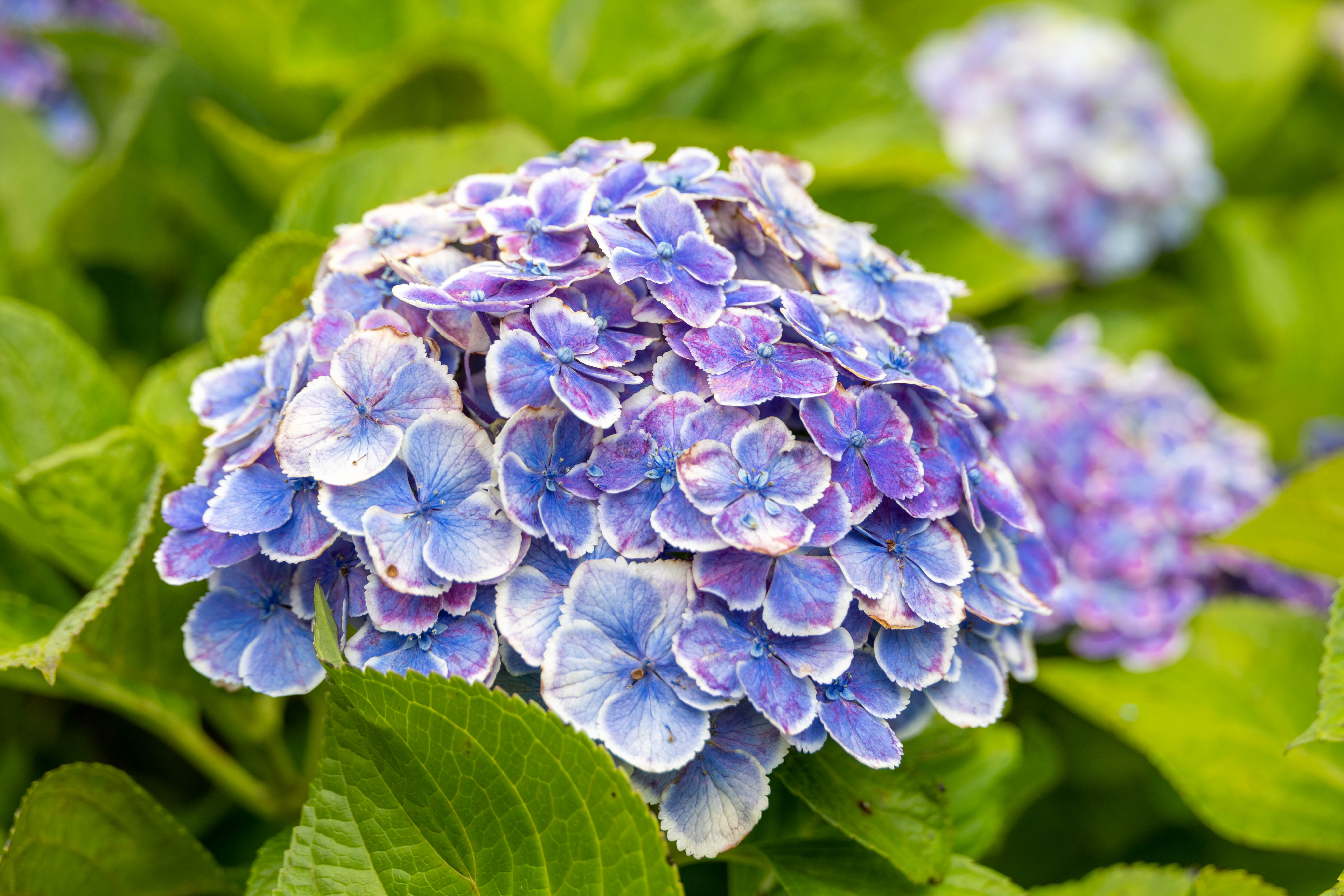
绣球花園

- 本堂

文化11年（1814年）重建雙層歇山顶的莊嚴建筑，安放了秘佛千手觀音像。
- 阿彌陀堂

原來是 親鸞父親日野有範的墳墓，親鸞的女儿覺信尼整修了祖父的墳墓，並在上方建立一个阿彌陀堂，以供養他。
- 三重塔

在元祿17年（1704年）建立總高16米的 三重塔，原先屬於兵庫縣佐用郡三日月村（現佐用町）高藏寺，在明治43年（1910年），三室戶寺買下塔，移設在參道西方的山丘上。之後則移到現在所在地（鐘樓的東邊）。
- 十八神社
- 庭园「与楽园」

擁有5000坪的廣大面積，由枯山水、池泉、廣庭所組成。 在5月會盛開2万株的杜鹃花、一千株的常綠杜鵑；6月則有1万顆的 绣球花，7个月是蓮花，接著是秋天賞楓的名勝景點。 近年才整頓了庭園。
- 绣球花園
- 绣球花園
- 绣球花園

## 文化資产

### 重要文化資产

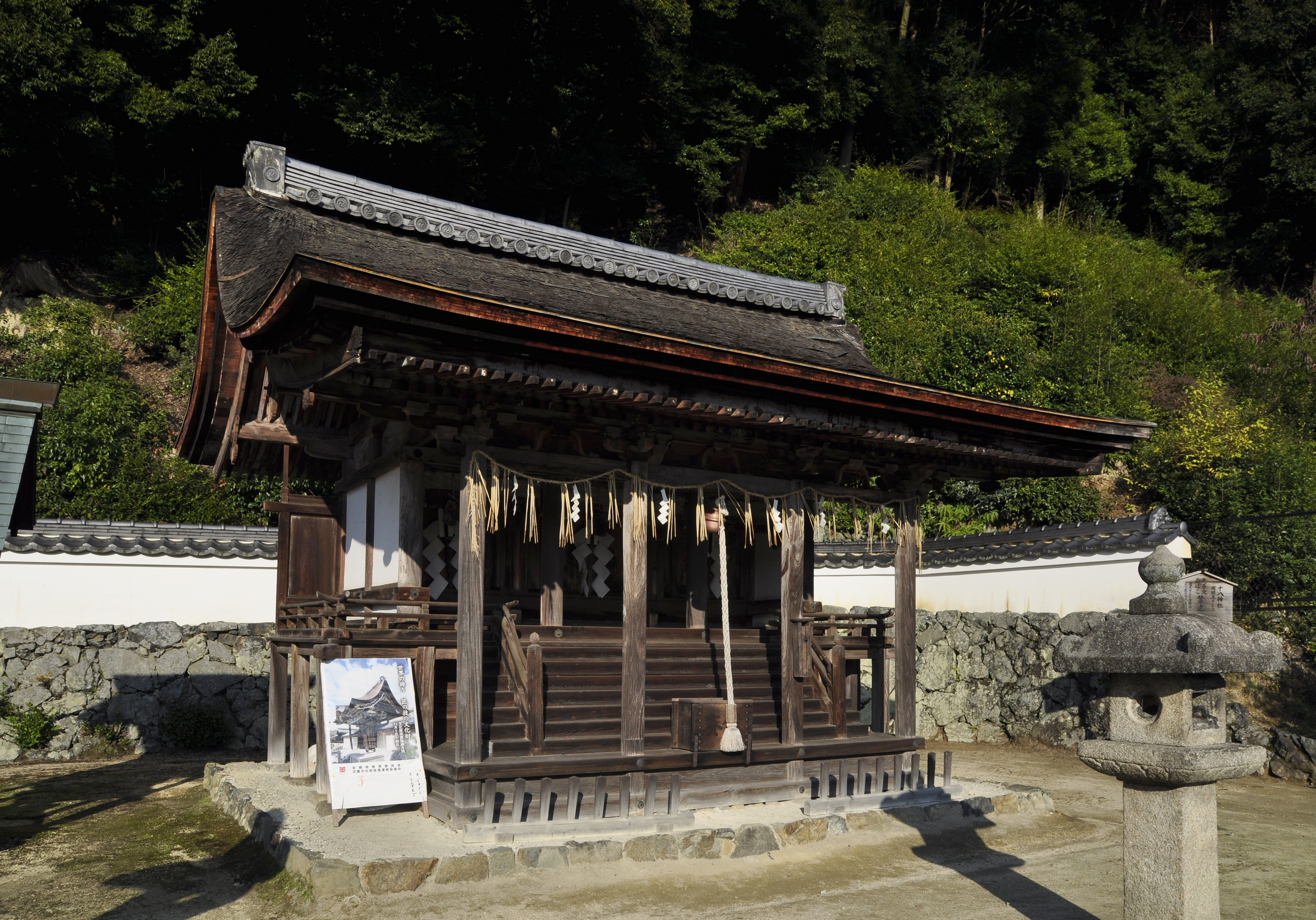
十八神社本殿

- 木造阿弥陀如来和兩脇侍坐像-平安时代後期定朝樣式。兩脇侍坐像和 三千院的阿弥陀三尊的脇侍像一樣，都是跪坐的姿势。
- 木造释迦牟尼佛像-平安時代後期。模仿嵯峨清凉寺 的本尊佛像《清涼寺式釋迦如來像》最古老的文物。
- 木造毗沙门天立像-平安时代後期。
- 十八神社本殿(所有者是十八神社)-三間社流造，長享元年(1487年)建立。

### 其他
- 千手觀音立像（本尊）

## 御詠歌
夜もすがら　
月を三室戸　
わけゆけば　
宇治の川瀬に　
立つは白波

## 周邊
- 宇治市源氏物语博物馆
- 放生院
- 宇治上神社， 宇治神社
- 興聖寺

## 腳注
1. ↑  附近的車站名讀作「みむろど」，但寺院名讀作「みむろとじ」。
2. ↑  伊丹光恭、水野克比古『京の古寺から 7 三室戸寺』、淡交社、1995
3. ↑  頼富本宏「西国三十三所巡りと観音信仰について」、特別展図録『西国三十三所観音 霊場の祈りと美』所収
4. ↑  『仏塔巡礼 西国編』 P.42 - 長谷川周 〔ISBN 4487795966〕

## 外部連結
- 三室戸寺（页面存档备份，存于）
- 京都の花寺 三室戸寺だより（页面存档备份，存于）